# Luisa Markéta Pruská
Luisa Markéta Pruská, CI (celým jménem Luisa Markéta Alexandra Viktorie Anežka Pruská, 25. července 1860, Postupim, Pruské království – 14. března 1917, Clarence House, Londýn, Anglie) byla německá princezna z rodu Hohenzollernů a díky sňatku s Arturem Sasko-Koburským i členka britské královské rodiny. Markéta Luisa je přímou předkyní Karla XVI., Markéty II., nebo Anny Marie Dánské.

## Život
Luisa Markéta, celým jménem Luisa Markéta Alexandra Viktorie Anežka Pruská, se narodila v Marmorpalais nedaleko Postupimi v tehdejším Pruském království. V Postupimi se, den před Luisou, narodila i Šarlota Pruská. Luisiným otcem byl Fridrich Karel Pruský (1828–1885), syn Karla Pruského a jeho manželky Marie Sasko-Výmarsko-Eisenašské. Její matkou byla Marie Anna Anhaltsko-Desavská (1837–1906), dcera Leopolda IV. Anhaltského, kterému se po více než 280 letech podařilo sjednotit Anhaltsko.
Dne 13. března 1879 se Markéta Luisa vdala za Artura Sasko-Koburského, vévodu z Connaughtu a Strathearnu. Obřad se odehrál v kapli sv. Jiřího ve hradu Windsor. Princ Artur byl sedmé dítě, ale teprve třetí syn britské královny Viktorie a jejího manžela Alberta. Pár obdržel mnoho svatebních darů, včetně diamantového diadému a perlových šperků. Svatby se též účastnilo mnoho příslušníků jak pruské, tak britské královské rodiny. Výjimkou nebyli ani Eduard VII. a Alexandra Dánská.
Čerstvá vévodkyně z Connaughtu strávila prvních dvacet let manželství jako doprovod svého manžela při jeho vojenských nasazeních po celé Velké Británii. Luisa Markéta doprovázela svého manžela i do Kanady, kam se rodu 1911 vydal, aby se zde stal generální guvernér kolonie.
Manželský pár získal jako dar i park Bagshot v hrabství Surrey a po roce 1900 pobýval v Clarence House v Londýně.
Měla slabé zdraví a cestování ji značně vyčerpávalo. Roku 1917 onemocněla bronchitidou, ke které se později přidala i chřipka. Tyto dvě nemoci způsobily skon Luisy Markéty dne 14. března toho roku, kdy jí bylo šestapadesát let. Zemřela v Clarence House a stala se první členkou britské královské rodiny, která si přála být zpopelněna. Její přání bylo vyplněno v krematoriu Golders Green. Její popel v urně byl nakonec umístěn na královský hřbitov Frogmore, kde je pohřbena například i vévodkyně z Kentu Marina. Luisu Markétu přežil její manžel Artur o téměř pětadvacet let.

## Potomci
Z manželství s Arturem Sasko-Koburským vzešly tři děti: dvě dcery a syn.
- Markéta z Connaughtu (15. ledna 1882 – 1. května 1920) ⚭ 1905 Gustav (11. listopadu 1882 – 15. září 1973), vévoda ze Skåne a budoucí švédský král Gustav VI. Adolf
- Artur z Connaughtu (13. ledna 1883 – 12. září 1938), generální guvernér Jižní Afriky ⚭ 1913 Alexandra, 2. vévodkyně z Fife (17. května 1891– 26. února 1959)
- Patricia z Connaughtu (17. března 1886 – 12. ledna 1974) ⚭ 1919 Sir Alexander Ramsay (29. května 1881 – 8. října 1972), námořní velitel, pozdější admirál

## Vývod z předků
|                      |                                          |  |                                 |                                        |  |  |  |  |  |  |  | Fridrich Vilém II. |
|                      |                                          |  |                                 |                                        |  |  |  |  |  |  |  |                    |
|                      | Fridrich Vilém III.                      |  |                                 |                                        |  |  |  |  |  |  |  |                    |
|                      |                                          |  |                                 |                                        |  |  |  |  |  |  |  |                    |
|                      |                                          |  |                                 | Frederika Luisa Hesensko-Darmstadtská  |  |  |  |  |  |  |  |                    |
|                      |                                          |  |                                 |                                        |  |  |  |  |  |  |  |                    |
|                      | Karel Pruský                             |  |                                 |                                        |  |  |  |  |  |  |  |                    |
|                      |                                          |  |                                 |                                        |  |  |  |  |  |  |  |                    |
|                      |                                          |  |                                 | Karel II. Meklenbursko-Střelický       |  |  |  |  |  |  |  |                    |
|                      |                                          |  |                                 |                                        |  |  |  |  |  |  |  |                    |
|                      | Luisa Meklenbursko-Střelická             |  |                                 |                                        |  |  |  |  |  |  |  |                    |
|                      |                                          |  |                                 |                                        |  |  |  |  |  |  |  |                    |
|                      |                                          |  |                                 | Frederika Hesensko-Darmstadtská        |  |  |  |  |  |  |  |                    |
|                      |                                          |  |                                 |                                        |  |  |  |  |  |  |  |                    |
|                      | Fridrich Karel Pruský                    |  |                                 |                                        |  |  |  |  |  |  |  |                    |
|                      |                                          |  |                                 |                                        |  |  |  |  |  |  |  |                    |
|                      |                                          |  |                                 | Karel August Sasko-Výmarsko-Eisenašský |  |  |  |  |  |  |  |                    |
|                      |                                          |  |                                 |                                        |  |  |  |  |  |  |  |                    |
|                      | Karel Fridrich Sasko-Výmarsko-Eisenašský |  |                                 |                                        |  |  |  |  |  |  |  |                    |
|                      |                                          |  |                                 |                                        |  |  |  |  |  |  |  |                    |
|                      |                                          |  |                                 | Luisa Hesensko-Darmstadtská            |  |  |  |  |  |  |  |                    |
|                      |                                          |  |                                 |                                        |  |  |  |  |  |  |  |                    |
|                      | Marie Sasko-Výmarsko-Eisenašská          |  |                                 |                                        |  |  |  |  |  |  |  |                    |
|                      |                                          |  |                                 |                                        |  |  |  |  |  |  |  |                    |
|                      |                                          |  |                                 | Pavel I. Ruský                         |  |  |  |  |  |  |  |                    |
|                      |                                          |  |                                 |                                        |  |  |  |  |  |  |  |                    |
|                      | Marie Pavlovna Romanovová                |  |                                 |                                        |  |  |  |  |  |  |  |                    |
|                      |                                          |  |                                 |                                        |  |  |  |  |  |  |  |                    |
|                      |                                          |  |                                 | Žofie Dorota Württemberská             |  |  |  |  |  |  |  |                    |
|                      |                                          |  |                                 |                                        |  |  |  |  |  |  |  |                    |
| Luisa Markéta Pruská |                                          |  |                                 |                                        |  |  |  |  |  |  |  |                    |
|                      |                                          |  |                                 |                                        |  |  |  |  |  |  |  |                    |
|                      |                                          |  | Leopold III. Anhaltsko-Desavský |                                        |  |  |  |  |  |  |  |                    |
|                      |                                          |  |                                 |                                        |  |  |  |  |  |  |  |                    |
|                      | Fridrich Anhaltsko-Desavský              |  |                                 |                                        |  |  |  |  |  |  |  |                    |
|                      |                                          |  |                                 |                                        |  |  |  |  |  |  |  |                    |
|                      |                                          |  |                                 | Luisa Braniborsko-Schwedtská           |  |  |  |  |  |  |  |                    |
|                      |                                          |  |                                 |                                        |  |  |  |  |  |  |  |                    |
|                      | Leopold IV. Anhaltský                    |  |                                 |                                        |  |  |  |  |  |  |  |                    |
|                      |                                          |  |                                 |                                        |  |  |  |  |  |  |  |                    |
|                      |                                          |  |                                 | Fridrich V. Hesensko-Homburský         |  |  |  |  |  |  |  |                    |
|                      |                                          |  |                                 |                                        |  |  |  |  |  |  |  |                    |
|                      | Amálie Hesensko-Homburská                |  |                                 |                                        |  |  |  |  |  |  |  |                    |
|                      |                                          |  |                                 |                                        |  |  |  |  |  |  |  |                    |
|                      |                                          |  |                                 | Karolína Hesensko-Darmstadtská         |  |  |  |  |  |  |  |                    |
|                      |                                          |  |                                 |                                        |  |  |  |  |  |  |  |                    |
|                      | Marie Anna Anhaltsko-Desavská            |  |                                 |                                        |  |  |  |  |  |  |  |                    |
|                      |                                          |  |                                 |                                        |  |  |  |  |  |  |  |                    |
|                      |                                          |  |                                 | Fridrich Vilém II.                     |  |  |  |  |  |  |  |                    |
|                      |                                          |  |                                 |                                        |  |  |  |  |  |  |  |                    |
|                      | Ludvík Karel Pruský                      |  |                                 |                                        |  |  |  |  |  |  |  |                    |
|                      |                                          |  |                                 |                                        |  |  |  |  |  |  |  |                    |
|                      |                                          |  |                                 | Frederika Luisa Hesensko-Darmstadtská  |  |  |  |  |  |  |  |                    |
|                      |                                          |  |                                 |                                        |  |  |  |  |  |  |  |                    |
|                      | Bedřiška Vilemína Pruská                 |  |                                 |                                        |  |  |  |  |  |  |  |                    |
|                      |                                          |  |                                 |                                        |  |  |  |  |  |  |  |                    |
|                      |                                          |  |                                 | Karel II. Meklenbursko-Střelický       |  |  |  |  |  |  |  |                    |
|                      |                                          |  |                                 |                                        |  |  |  |  |  |  |  |                    |
|                      | Frederika Meklenbursko-Střelická         |  |                                 |                                        |  |  |  |  |  |  |  |                    |
|                      |                                          |  |                                 |                                        |  |  |  |  |  |  |  |                    |
|                      |                                          |  |                                 | Frederika Hesensko-Darmstadtská        |  |  |  |  |  |  |  |                    |
|                      |                                          |  |                                 |                                        |  |  |  |  |  |  |  |                    |